# Григорево (Болгария)
Григорево (болг. Григорево) — село в Болгарии. Находится в Софийской области, входит в общину Елин-Пелин. Население составляет 570 человек (2022).

## Политическая ситуация
В местном кметстве Григорево, в состав которого входит Григорево, должность кмета (старосты) исполняет Иван Стоянов Георгиев (коалиция в составе 2 партий: Союз свободной демократии (ССД), движение НАШИЯТ ГРАД) по результатам выборов.
Кмет (мэр) общины Елин-Пелин — Галя Симеонова Георгиева (Граждане за европейское развитие Болгарии (ГЕРБ)) по результатам выборов.